# Stenocercus angulifer
Stenocercus angulifer — вид ігуаноподібних ящірок родини Tropiduridae. Ендемік Еквадору. Раніше вважався конспецифічним з Stenocercus aculeatus.

## Поширення і екологія
Stenocercus angulifer мешкають на західних схилах Еквадорських Анд в провінціях Морона-Сантьяго, Пастаса і Тунґурауа. Вони живуть у вологих тропічних лісах в низовинах і передгір'ях, на скелястих берегах річок і струмків. Зустрічаються на висоті від 266 до 1500 м над рівнем моря.